# Mighty Med, super urgences
Pour les articles homonymes, voir Med.
Mighty Med, super urgences est une série télévisée américaine créée par Jim Bernstein et Andy Schwartz, diffusée entre le 7 octobre 2013 et le 9 septembre 2015 sur Disney XD. La série a fait l'objet d'une série dérivée la croisant avec Les Bio-Teens, une autre série de Disney XD : Les Bio-Teens : Forces spéciales.
En France, la série est diffusée du 7 octobre 2013 au 2 janvier 2020 sur Disney XD et enfin rediffusée sur Disney Channel.
La série est maintenant disponible sur la plateforme Disney+

## Synopsis
Kaz et Oliver découvrent par hasard l'aile secrète d'un hôpital qui ne soigne que les super-héros et autres personnages des comic-books qu'ils affectionnent.

## Fiche technique
- Titre original : Mighty Med
- Titre français : Mighty Med, super urgences
- Création : Jim Bernstein et Andy Schwartz
- Réalisation : Eric Dean Seaton, Jon Rosenbaum, Sean Lambert, Rich Correll, Adam Weissman, Danny J. Boyle, Alfonso Ribeiro, Rob Schiller, Jody Margolin Hahn, Linda Mendoza, Gregory Hobson, Shannon Flynn, Mark Brazil
- Scénario : Jim Bernstein, Andy Schwartz, Vincent Brown, Clayton Sakoda, Ian Weinreich, Mark Jordan Legan, Stephen Engel, Amanda Steinhoff, Sarah Jeanne Terry, Kenny Byerly
- Décors : Scott Heineman
- Musique : 
  - Compositeur(s) : Jamie Dunlap
  - Compositeur(s) de musique thématique : Todd P. Andrew, Douglas Starling Jones, Christian Salyer
  - Chanson du générique You Never Know, interprétée par Adam Hicks
- Production :
- Producteur : Kevin O'Donnell, Andy Schwartz
- Producteur(s) exécutif(s) : Jim Bernstein, Stephen Engel, Mark Jordan Legan
- Société de production : It's a Laugh Productions, Disney XD Original
- Pays : États-Unis
- Langue : anglais
- Nombre d'épisodes : 48
- Durée : 22 minutes
- Dates de première diffusion : 
  -  États-Unis : 7 octobre 2013 sur Disney XD

## Distribution

### Acteurs principaux
- Bradley Steven Perry (VFB : Maxym Anciaux) : Kaz
- Jake Short (VFB : Arthur Dubois) : Oliver
- Paris Berelc (VFB : Esther Aflalo) : Skylar Storm / Carina Valentine
- Devan Leos (VFB : Circé Lethem) : Alan Diaz et Hapax l'ancien (saison 2)
- Augie Isaac (VFB : Émilie Guillaume)  : Gus (récurrent saison 1, principal saison 2)

### Acteurs récurrents
- Carlos Lacàmara (VFB : Franck Dacquin)  : Dr Horace Diaz
- Chase Austin (VFB : Olivier Prémel) : Experion
- Cozi Zuehlsdorff (VFB : Béatrice Wegnez) : Jordan
- Brooke Sorenson (VFB : Alice Ley) : Stephanie
- Karan Soni (VFB : Alessandro Bevilacqua) : Benny
- Dirk Ellis : L'homme lézard
- Jeremy Howard (VFB : Bruno Mullenaerts) : Phillip
- James Ryen (VFB : Camille Pistone) : MegaHertz
- Jilon Vanover (VFB : Olivier Cuvellier) : Tecton
- Carly Hollas : Signal solaire
- Jeffrey James Lippold : Tornade bleue
- Chris Elwood (VFB : Sébastien Hébrant) : Titanio
- Tiphani Abney : Mesmera
- Randy Sklar (VFB : Philippe Allard) : Wallace
- Jason Sklar (VFB : Philippe Allard) : Clyde

### Invités
- Dwight Howard : Le grand défenseur (Saison 1 - épisode 6)
- Adrian Peterson : Lui-même (Saison 1 - épisode 18)
- Debby Ryan (VF : Manon Azem) : Jade / Remix (Saison 1 - épisode 21)
- Billy Unger (VFB : Thibaut Delmotte) : Chase Davenport (Saison 2 - épisode 18)
- Kelli Berglund (VFB : Maia Baran) : Brianna « Bree » Davenport (Saison 2 - épisode 18)
- Spencer Boldman (VFB : Ilyas Mettioui) : Adam Davenport (Saison 2 - épisode 18)
- Tyrel Jackson Williams (VFB : Bruno Borsu) : Leo Dooley (Saison 2 - épisode 18)
- Hal Sparks (VFB : David Manet) : Donald Davenport (Saison 2 - épisode 18)
- Damion Poitier : Incapacitator (Saison 2 - épisode 18)

## Personnages
- Kaz est le meilleur ami de Oliver. Il a le coup de cœur pour Stephanie, la fille la plus populaire de son lycée. Il n'est pas très intelligent et ne pense qu'à s'amuser. Il fait les choses sans penser aux conséquences. C'est à cause de lui que Oliver et lui ont des problèmes. C'est grâce à lui qu'ils ont découvert l'hôpital. On apprend que son vrai prénom est Kazemerus.
- Oliver est le meilleur ami de Kaz. Il est le cerveau du groupe. Il est amoureux de Skyler Storm même avant de la connaître. Il est le contraire de ce qu'est Kaz.
- Skyler Storm / Carina Valentine est un super-héros de la planète de Caldera. Skyler a perdu ses pouvoirs à cause de l'Annihilateur, son ennemi juré. Oliver est fou amoureux d'elle. Plus tard, elle décidera de mener une vie normale et d'intégrer le lycée où étudient Kaz et Oliver. Elle se fera appeler Carina Valentine.
- Alan Diaz est le neveu du Dr Horace Diaz. Il déteste Kaz et Oliver et fera tout pour qu'ils se fassent virer de l'hôpital. Son pouvoir est la télékinésie c'est-à-dire qu'il est capable de déplacer des objets par la pensée.
- Gus est un ami de Kaz et Oliver. Il n'est pas au courant que les super-héros existent.

## Épisodes

### Première saison (2013-2014)
La première saison a débuté le 7 octobre 2013 et s'est achevée le 15 septembre 2014 sur Disney XD.
1. Un hôpital un peu particulier (1/2) (Saving the People Who Save People : Part 1)
2. Un hôpital un peu particulier (2/2) (Saving the People Who Save People :Part 2)
3. Un monstre peut en cacher un autre (Frighty Med)
4. Skylar chez les Normos (I, Normo)
5. Un petit héros au grand cœur (Sm'olivers Travels)
6. Blague à part (Pranks for Nothing)
7. Ce n'est pas la fin du monde (It's Not the End of the World)
8. Gus, le Super-Méchant (Evil Gus)
9. Le règne d'Alan (Alan's Reign of Terror)
10. L’acolyte du Super-Héros (So You Think You Can Be a Sidekick)
11. Drôle d'anniversaire (Lockdown)
12. La bonne Kaztitude (All That Kaz)
13. L'ami de mon ami est mon ennemi (The Friend of My Friend Is My Enemy)
14. Le retour de Captain Atomic (Atomic Blast from the Past)
15. La négativité du Docteur Rage (Growing Pains)
16. Les cauchemars prennent vie (Night of the Living Nightmare)
17. Problèmes de communication (Mighty Mad)
18. La ligue des super-héros (Fantasy League of Heroes)
19. Le clone de Kaz (Copy Kaz)
20. Super Rock Star (Guitar Superhero)
21. Super vilain numérique (Free Wi-Fi)
22. Écrivains en herbes [sic] (Two Writers Make a Wrong)
23. Un requin qui a du mordant (Are You Afraid of the Shark?)
24. Le stylo est la meilleure des armes  (The Pen Is Mighty Med-ier Than the Sword)
25. Il y a de l'orage dans l'air (1/2) (There's a Storm Coming : Part 1)
26. Il y a de l'orage dans l'air (2/2) (There's a Storm Coming : Part 2)

### Deuxième saison (2014-2015)
La deuxième saison a débuté le 20 octobre 2014 sur Disney XD
1. La chute de Mighty Med (1/2) (How the Mighty Med Have Fallen : Part 1)
2. La chute de Mighty Med (2/2) (How the Mighty Med Has Fallen : Part 2)
3. Dans la tanière (Lair, Lair)
4. Double jeu (Mighty Mole)
5. La fête du lycée (The Claw Prank Redemption)
6. Voyage sur Caldera (Do You Want Build a Lava-Man)
7. La fin de la tempête (Storm's End)
8. L'homme du futur (Future Tense)
9. Problème de contrôle (Stop Bugging Me)
10. Super zéro (Less than Hero)
11. Drôle de maman (Oliver Hatches the Eggs)
12. Un mauvais plan (Sparks Fly)
13. Wallace et Clyde : Rédemption (Wallace and Clyde: A Grand Day Out)
14. La clé pour devenir un héros (The Key to Being a Hero)
15. Les nouveaux médecins (New Kids Are the Docs)
16. Problème de principal (It's A Matter of Principal)
17. Le rêve d'Oliver(Living the Dream)
18. Bio-Teens vs Mighty Med, 2ème Partie (Lab Rats vs. Mighty Med : Part 2)
19. La clé du problème (Thanks for the Memory Drives)
20. À la recherche de l'Arcturion (The Dirt on Kaz and Skyllar)
21. La mère de tous les maux (1/2) (The Mother of All Vilains : Part 1)
22. La mère de tous les maux (2/2) (The Mother of All Vilains : Part 2)